# Свети Георги (Климатаки)
Вижте пояснителната страница за други значения на Свети Георги.
„Свети Георги“ (на гръцки: Αγίου Γεωργίου) е възрожденска православна църква в гревенското село Климатаки (Дурвунища), Егейска Македония, Гърция, част от Гревенската епархия на Вселенската патриаршия.

## История
Строежът на църквата в Дурвунища започва след издаването на Хатихумаюна, прокламиращ религиозно равенство в Османската империя. Завършена е 5 май 1866 година. Построена е върху парцел, дарен от семейство Влахопулос със съдействието и приноса на всички жители на селото. Голям благодетел е Георгиос Папаврамидис, чието име фигурира в ктиторския надпис на главния вход на църквата. В архитектурно отношение храмът е типичната за епохата трикорабна базилика.
Строителството на камбанарията завършва на 14 април 1921 година заедно с вътрешното оборудване на църквата. Те са подпомогнати от финансовата подкрепа от на дружеството на цариградските дурвунищени „Агиос Атанасиос“.
- Икони от храма
- „Свети Атанасий на трон“, 1865 година
- „Свети Георги на кон“, 1865 година
- „Свети Йоан Предтеча“, 1865 година
- „Свети Николай на трон“, 1866 година
- „Света Богородица с младенеца на трон“, 1866 година
- „Рождество Богородично“, 1867 година
- „Благовещение Богородично“, 1867 година
- „Първият вселенски събор“, 1887 година
- „Свети Атанасий“, 1891 година
- „Св. св. Константин и Елена“, 1891 година
- „Свети Димитър на кон“, 1891 година
- „Свети Георги на кон“, 1891 година
- „Свети Йоан Предтеча“, 1891 година
- „Свети Николай“, 1891 година
- „Свети Архангел Михаил“, 1891 година
- „Свети Василий Велики“, 1892 година
- „Свети Атанасий“, XIX век
- „Свети Василий Велики“, XIX век